# Brun mårfältmätare
Brun mårfältmätare, Epirrhoe pupillata, är en fjärilsart som beskrevs av Carl Peter Thunberg 1792. Brun mårfältmätare ingår i släktet Epirrhoe och familjen mätare, Geometridae. Enligt den finländska rödlistan är arten sårbar i Finland. Enligt den svenska rödlistan är arten starkt hotad, EN, i Sverige. I Finland förekommer arten från Åland till Södra Karelen och i Sverige sällsynt från Öland till Gästrikland. Artens livsmiljö är torra gräsmarker. Tre underarter finns listade i Catalogue of Life, Epirrhoe pupillata djakonovana (Bryk, 1942), 	Epirrhoe pupillata orientalis (Osthelder, 1913) och Epirrhoe pupillata pupillata (Thunberg, 1788).

## Bildgalleri

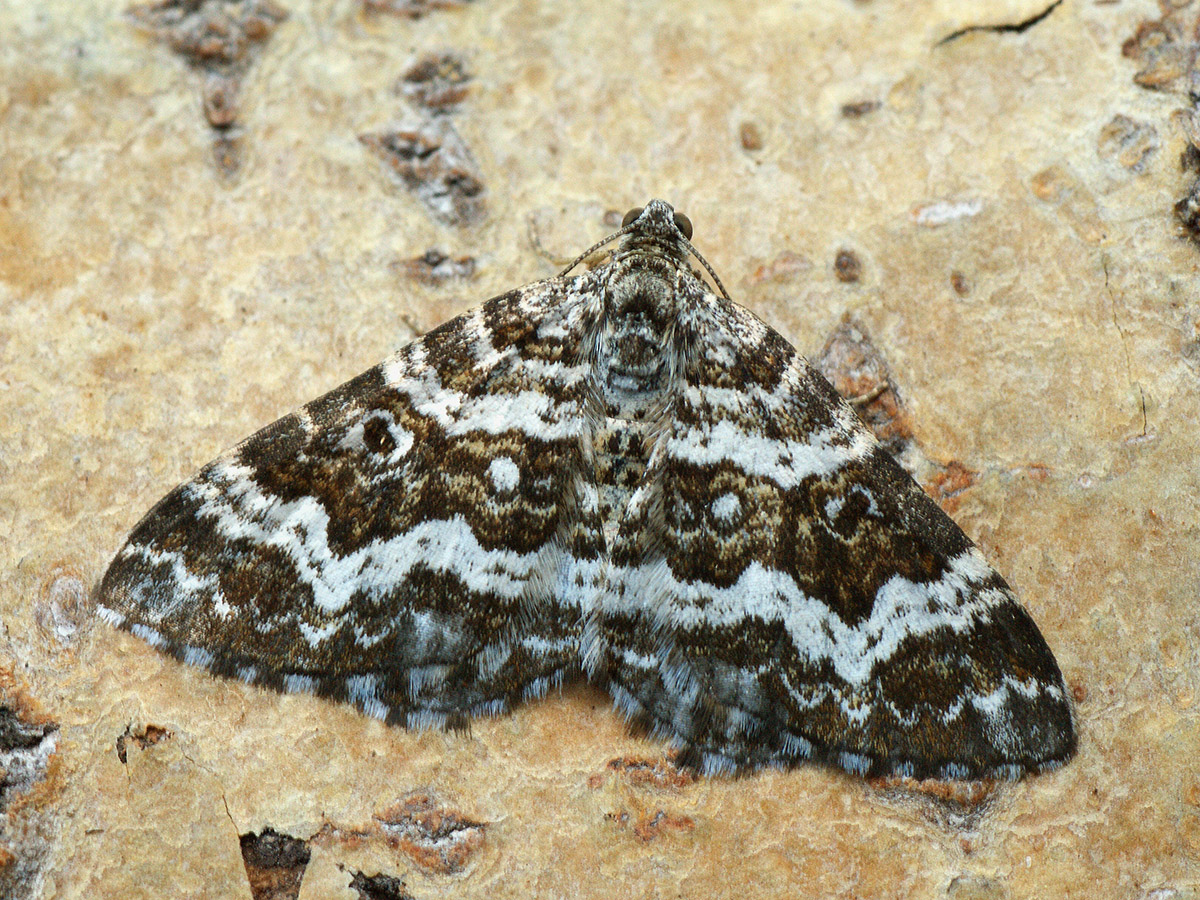
Imago fjäril
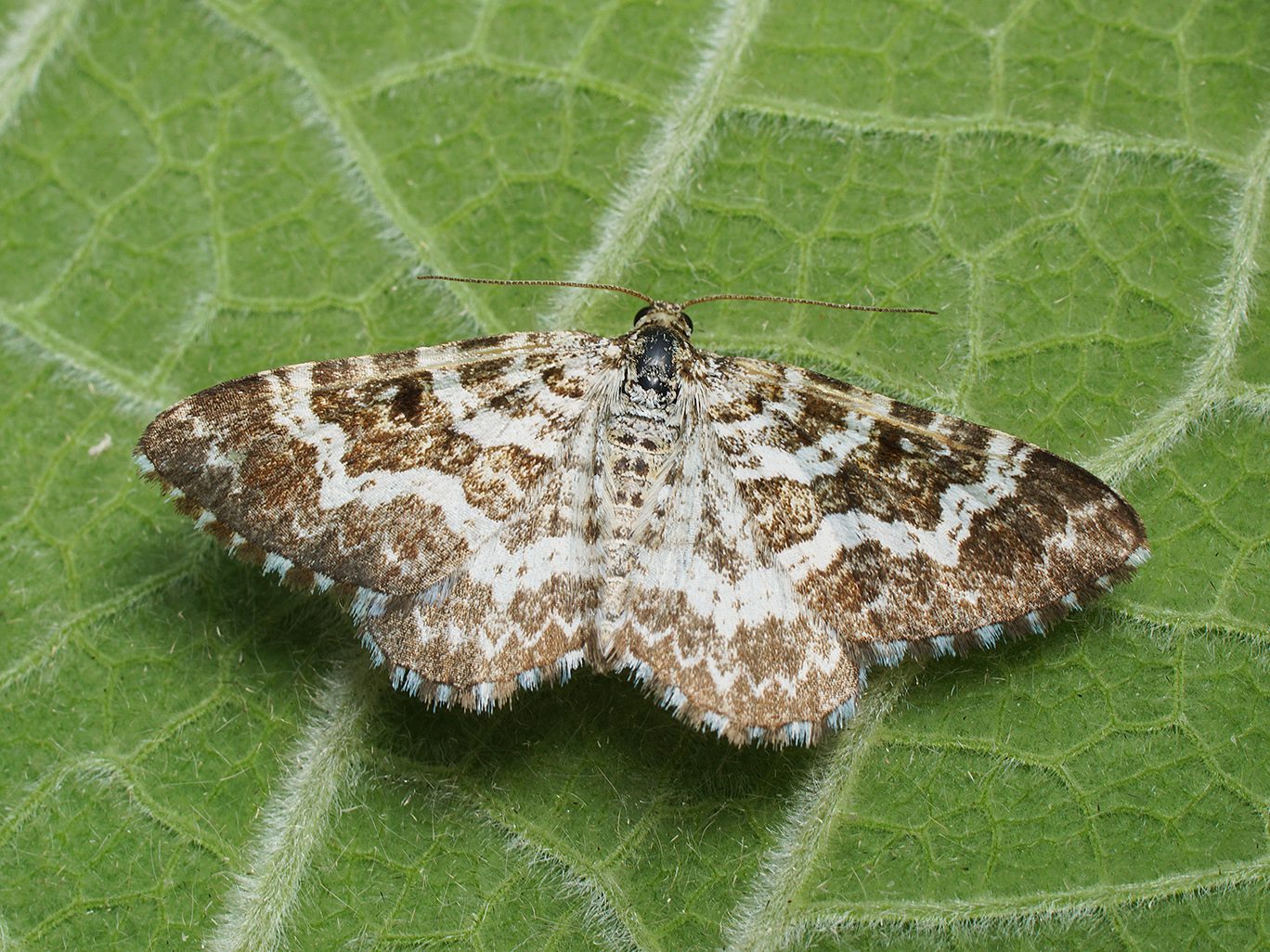
Imago fjäril
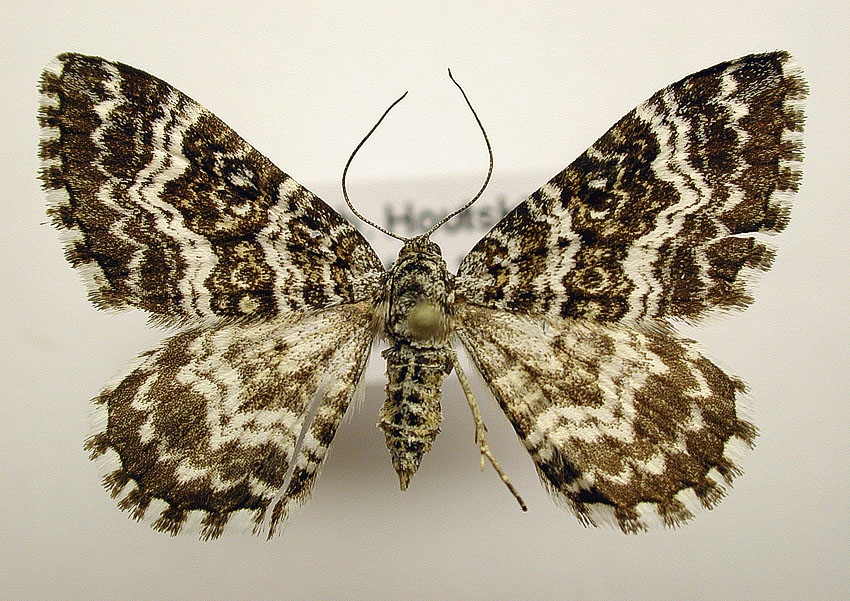
Preparerad (uppnålad) imago fjäril.